# Den Dreef
Den Dreef, còn được gọi là King Power tại Den Dreef vì lý do tài trợ, là một sân vận động bóng đá nằm trên đường Kardinaal Mercierlaan ở vùng ngoại ô Heverlee của Leuven, Bỉ. Đây là sân nhà của đội bóng đá Jupiler Pro League Oud-Heverlee Leuven. Sân thường tổ chức các trận đấu trên sân nhà của đội tuyển bóng đá nữ quốc gia Bỉ và đội tuyển bóng đá U-21 quốc gia Bỉ. Lối vào dành cho khán giả tham quan là Tervuursevest.